# Nngi
Nngi (in armeno Ննգի?, in azero Cəmiyyət) è una comunità rurale del distretto di Xocavənd, in Azerbaigian, fino al 2024 appartenente alla regione di Martuni nella repubblica dell'Artsakh (fino al 2017 denominata repubblica del Nagorno Karabakh).
Nel 2005 contava poco più o meno di quattrocento abitanti e sorge in zona collinare lungo la strada che collega Martuni alla ex capitale dell'Artsakh Step'anakert, a pochi chilometri da quello che, nel periodo del controllo karabakho, era il confine amministrativo con la regione di Askeran.